# Robinson Méndez
Robinson Elías Méndez Fuentes (Santiago de Chile, 18 de octubre de 1984) es un destacado deportista chileno. Se desempeñó primero en el tenis en silla de ruedas durante 19 años, para luego pasar al kayak y canoa.

## Biografía
Desde niño era fanático del fútbol, estando inscrito en las divisiones inferiores de Palestino jugaba como defensa central.
El 7 de marzo de 1997 a la edad de doce años, le llegó una "bala perdida" —producto de un disparo efectuado durante el asalto a un negocio— que le impactó en la espalda. La bala le provocó una lesión en la médula espinal, sin posibilidades de regeneración natural ni de injertos u operaciones, dejándolo parapléjico.
Pese a quedar en silla de ruedas, siguió asistiendo al Colegio Politécnico de San Miguel y se inscribió en la Teletón, a la que asistía dos veces a la semana para su rehabilitación.
A pesar de su lesión medular, Robinson Méndez no dejó en su sueño de convertirse en un deportista profesional, y encontró en el tenis en silla de ruedas una posibilidad de integrarse y cumplir este objetivo. Empezó a jugar tenis los miércoles y tuvo progresos mayores, viajes y exhibiciones en el exterior. A los 18 años de edad, y gracias al auspicio de la Teletón y CCU, Robinson ingresó al circuito que se llama NEC Wheelchair Tennis Tour, dependiente de la Federación Internacional de Tenis (ITF). El alza definitiva vino en el 2004, pues dio un gran salto ya que avanzó 109 lugares en el ranking mundial -empezó la temporada 143.ª y terminó 34.º del planeta- siendo el mejor jugador iberoamericano. 
En los Juegos Parapanamericanos de Río de Janeiro de 2007, ganó medalla de plata en tenis individual. En 2007 logró su mejor ranking en la ITF, ocupando el lugar n.º 11.
En marzo del año 2014 obtuvo doble medalla de plata en tenis individual y dobles en los Juegos Parasuramericanos de Santiago 2014.
Ha participado como parte del equipo chileno asistente a los Juegos Paralímpicos de Atenas 2004, Pekín 2008, Londres 2012 y Río 2016.
En abril de 2017 participó en los Juegos Sudamericanos de Paipa (Colombia) 2017, obteniendo medalla de plata en su categoría; y doble medalla de plata en los Juegos Panamericanos de Ibarra (Ecuador) 2017 desarrollados en octubre del mismo año (2017).
Tras 19 años en el tenis adaptado, con más de 27 torneos ganados, cuatro juegos olímpicos y siendo durante 15 años el número uno de Chile, decide buscar mayor proyección y la obtención de una medalla olímpica para Chile, por lo que desde septiembre de 2016 cambia de deporte pasando a residir en Concepción, ciudad en la que entrena con la selección chilena de paracanotaje las disciplinas de kayak y canoa.
En el Campeonato Sudamericano y Panamericano de Brasil 2019, obtuvo medalla de oro en canoa, y bronce en kayak en el panamericano; y plata en el sudamericano de kayak.